# Оленівка (Кременчуцький район)
Оле́нівка — село в Україні, у Козельщинській селищній громаді Кременчуцького району Полтавської області.
Населення становить близько 500 чол. Село до 2020 було центром Оленівської сільської ради, до якої входили села Бригадирівка (раніше центр Бригадирівського району), Дзюбанівка, Калинівка (Кацаївка).
На території знаходиться ставок розміром близько 10 га, фруктовий сад.

## Географія

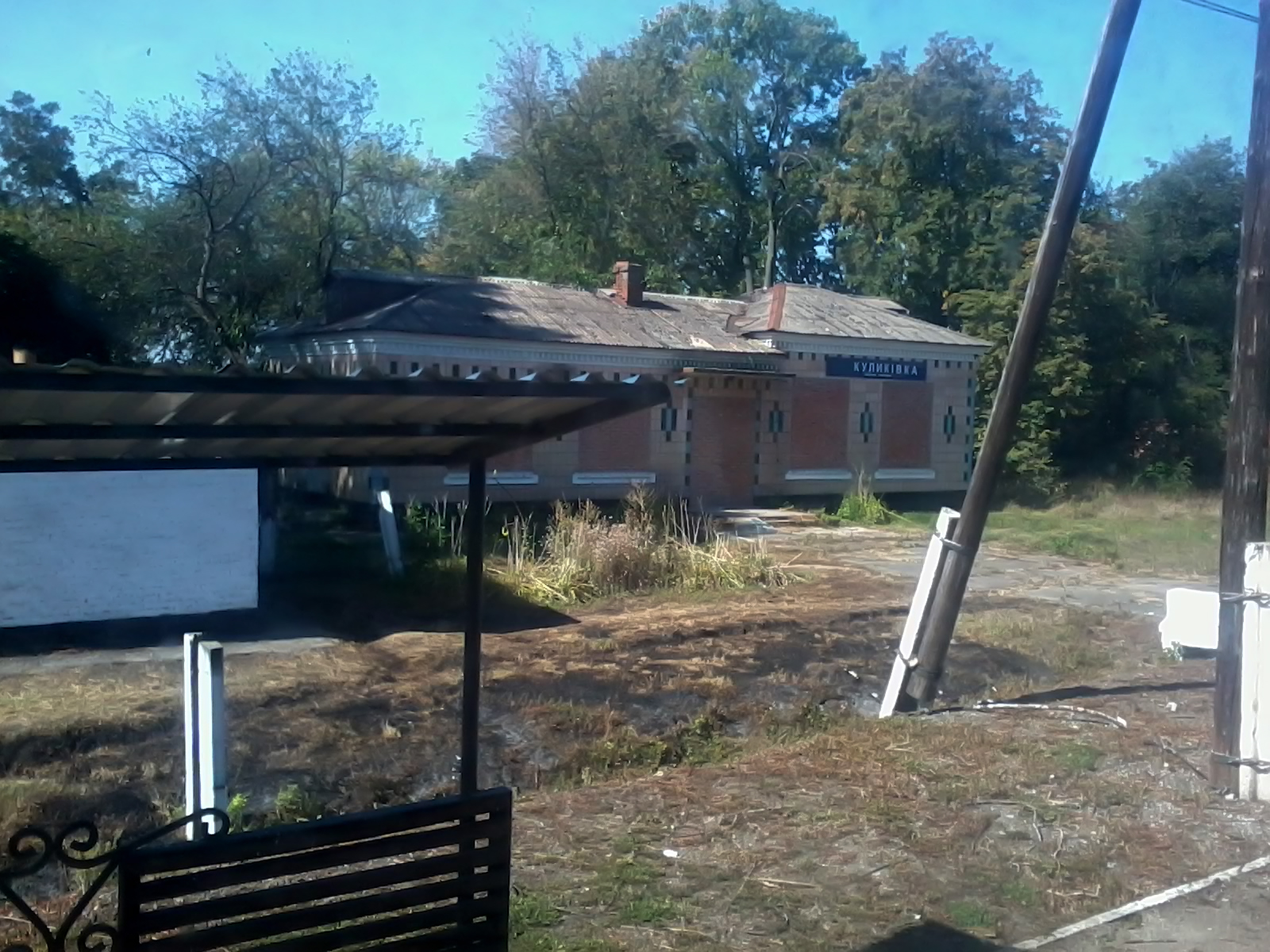
Залізнична станція Куликівка

Село Оленівка знаходиться на лівому березі річки Вовча, на перехресті транспортних шляхів (автомобільної дороги М22 (E577) Полтава — Кременчук «Полтавська траса» та залізниці Полтава — Кременчук, станція Куликівка). Вище за течією на відстані 1 км розташоване село Кащівка, нижче за течією на відстані 0,5 км розташоване село Чорноглазівка, на протилежному березі - село Майорщина.

## Населення

### Мова
Розподіл населення за рідною мовою за даними перепису 2001 року:
| Мова            | Кількість | Відсоток |
| --------------- | --------- | -------- |
| українська      | 487       | 97.99%   |
| російська       | 9         | 1.81%    |
| інші/не вказали | 1         | 0.20%    |
| Усього          | 497       | 100%     |

## Назва
Назва населеного пункту походить від імені панської доньки Олени (як один із варіантів).

## Історія
Село, за радянських часів, відносилось до одного із найкращих — за рівнем життя населення. Тут існував колгосп імені М.Фрунзе. Господарство зернового та м'ясо-молочного напрямку. Територія колгоспу налічувала 3500 га. орної землі та пасовищ. Найвищого розквіту досягло за часів головування (1986—1996 рр.) колишнього голови колгоспу Таловирі Юрія Павловича. Саме тоді в селі було прокладено асфальтовану дорогу, побудований залізобетонний міст, побудовані два зерносховища, будинок механізаторів, близько 15 житлових будинків для працівників у селі було проведено водопровідні артерії, розпочато газифікацію населеного пункту. Було розчищено ставок, закладений парк відпочинку. З приходом ринкових відносин у селі з'явились нові господарі. Молодь у пошуках кращої долі почала виїжджати до міст Полтави, Кременчука та ін. залишаючи свої рідні місця. Зараз переважну частину населення складають люди пенсійного та передпенсійного віку.

## Сьогодення
На території розташоване приватне підприємство Відродження — одне із найміцніших за рівнем розвитку. Його керівник — Заслужений працівник сільського господарства України Леонід Антонович Непийпа.
12 червня 2020 року, відповідно до розпорядження Кабінету Міністрів України № 721-р «Про визначення адміністративних центрів та затвердження територій територіальних громад Полтавської області», село увійшло до складу Козельщинської селищної громади.
19 липня 2020 року, в результаті адміністративно - територіальної реформи та ліквідації Козельщинського району, село увійшло до складу новоутвореного Кременчуцького району.

## Освіта
У селі розташована загальноосвітня школа розрахована на 250 учнів. Висококваліфікований педагогічний колектив під керівництвом Гриня Миколи Федоровича один із найкращих у районі і області.

## Галерея

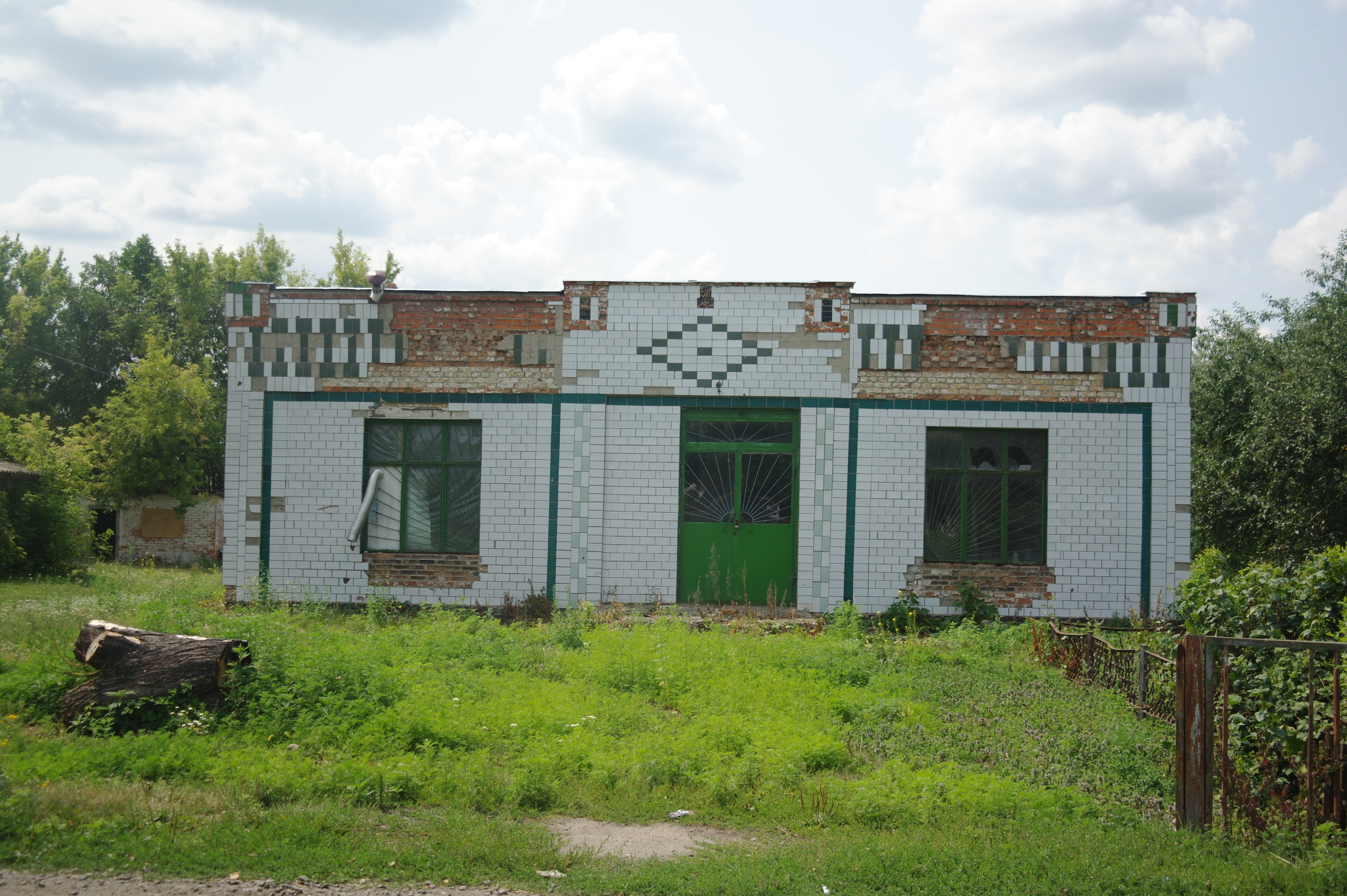
старий магазин
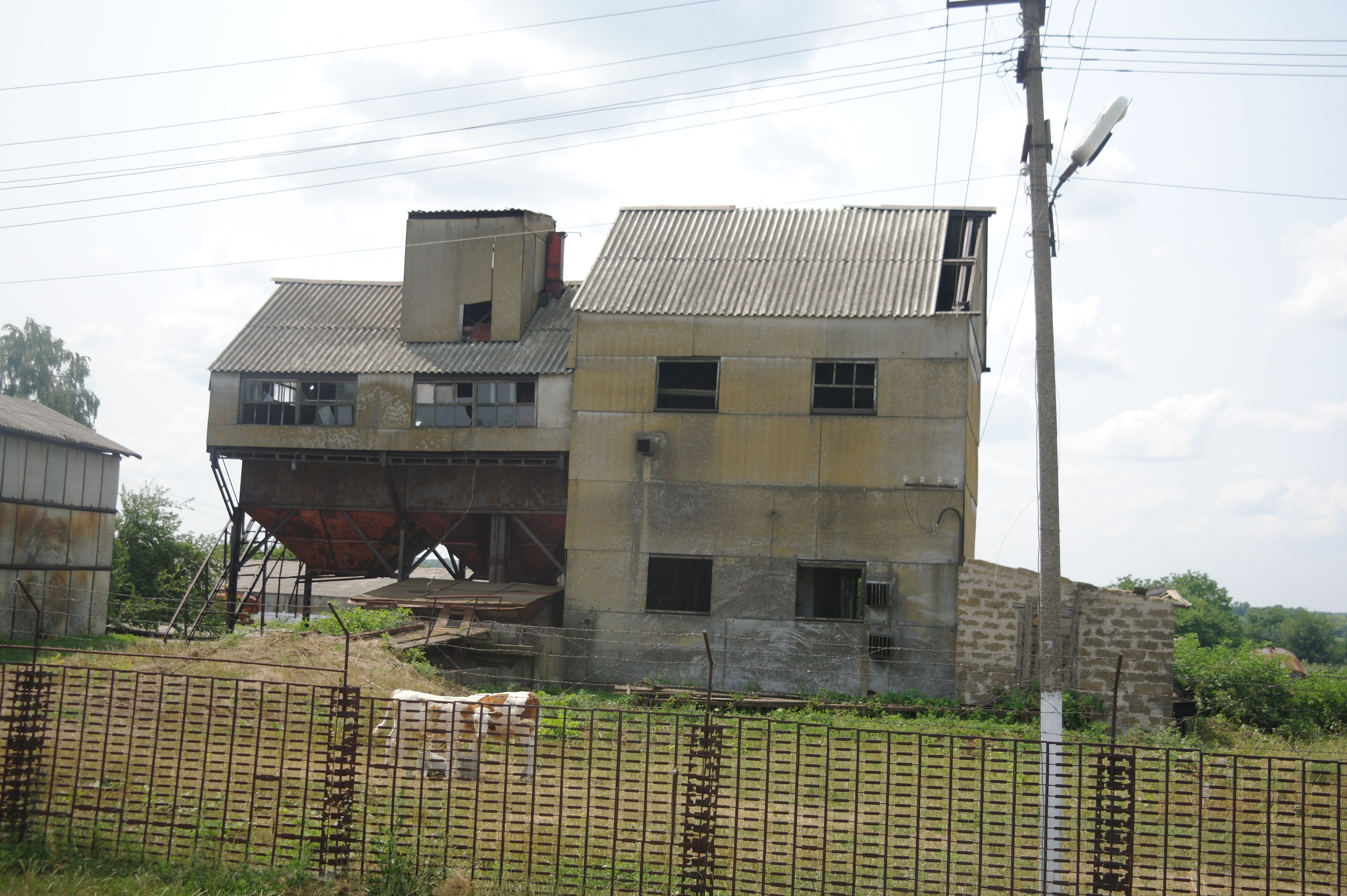
Сільське господарство
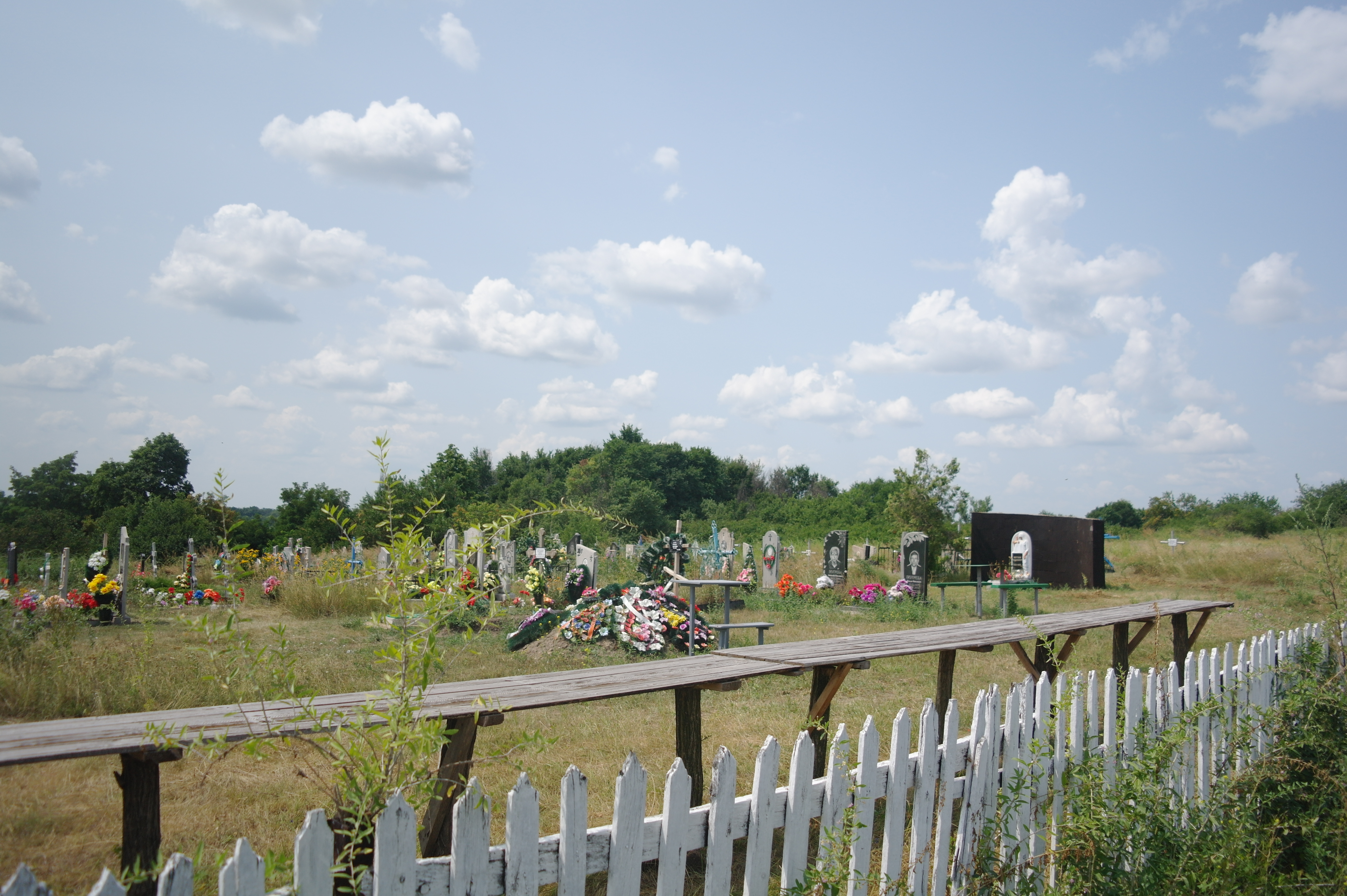
Кладовище
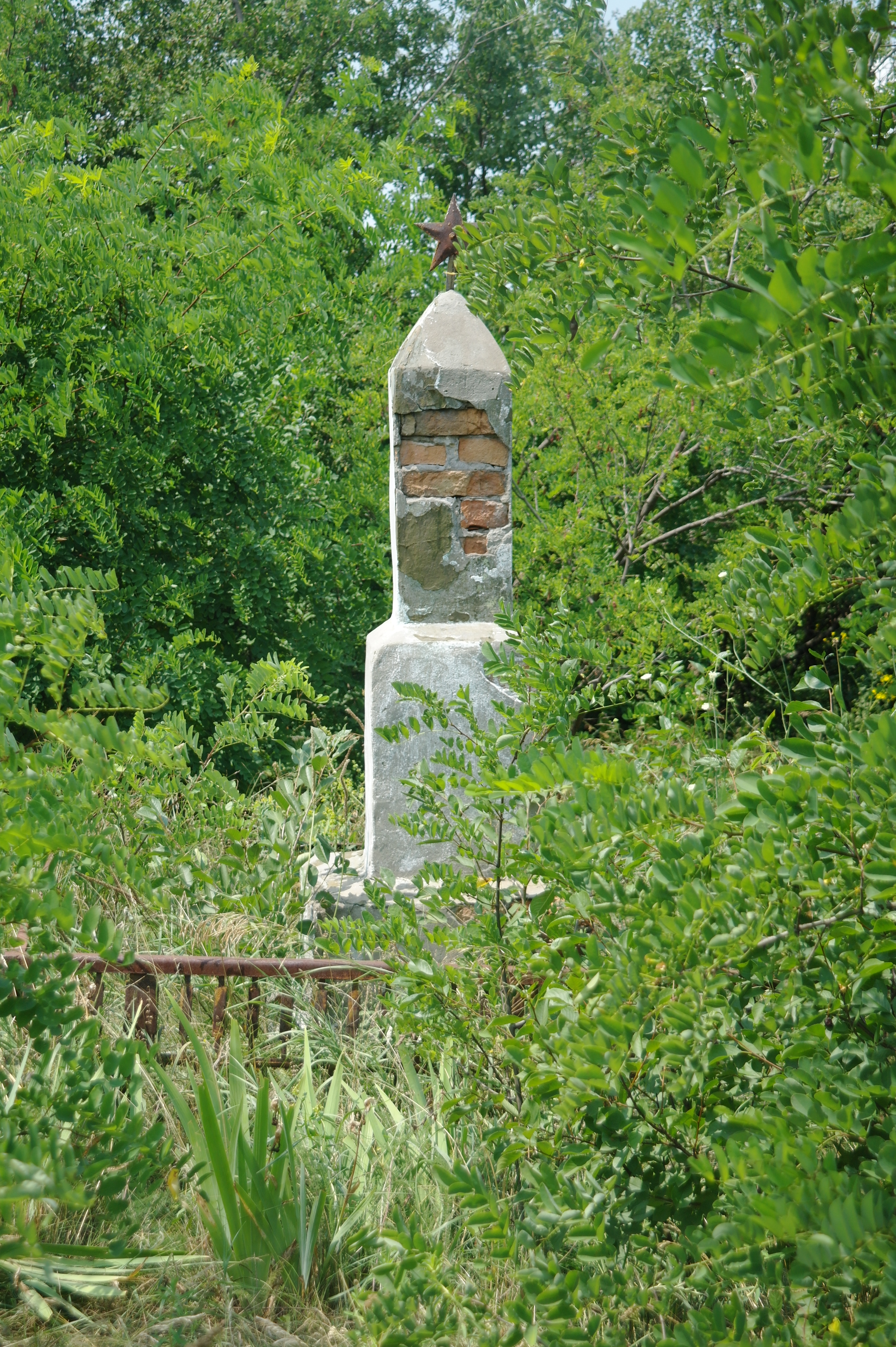
Пам'ятник за селом
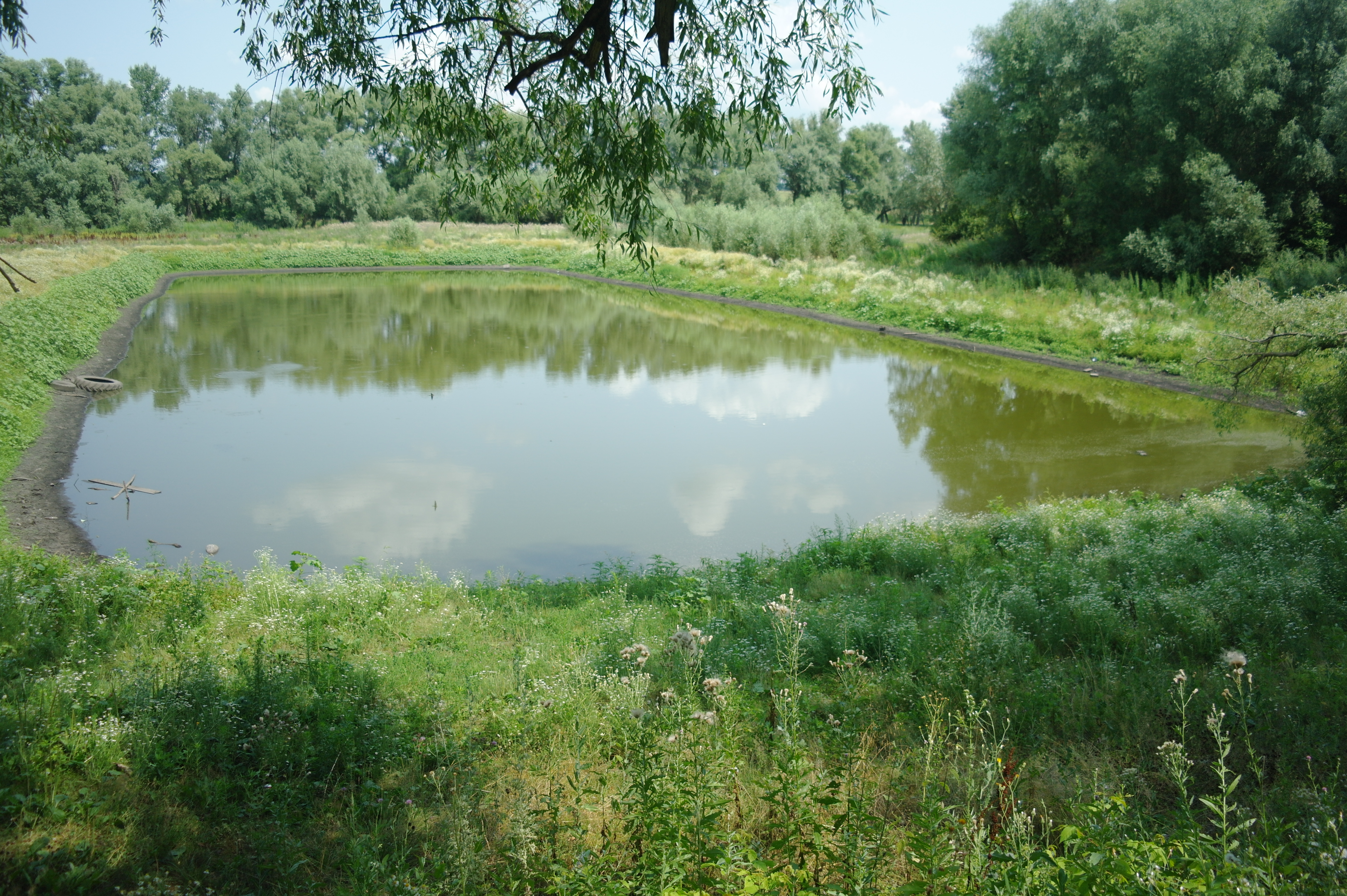
Ставок
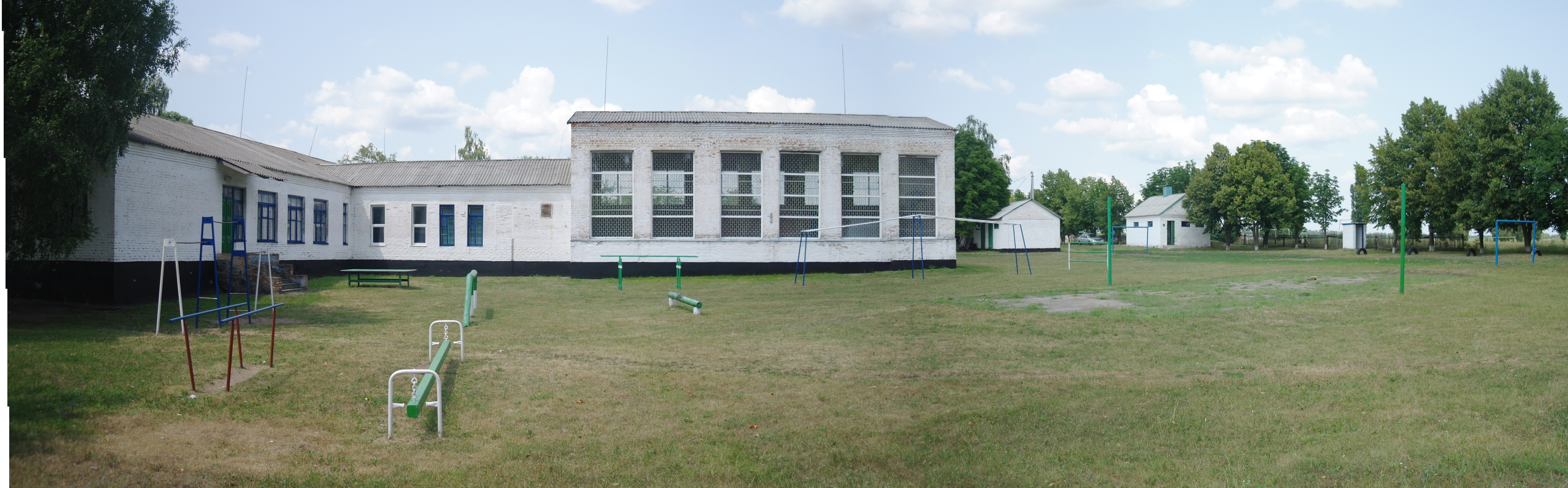
Панорама школи
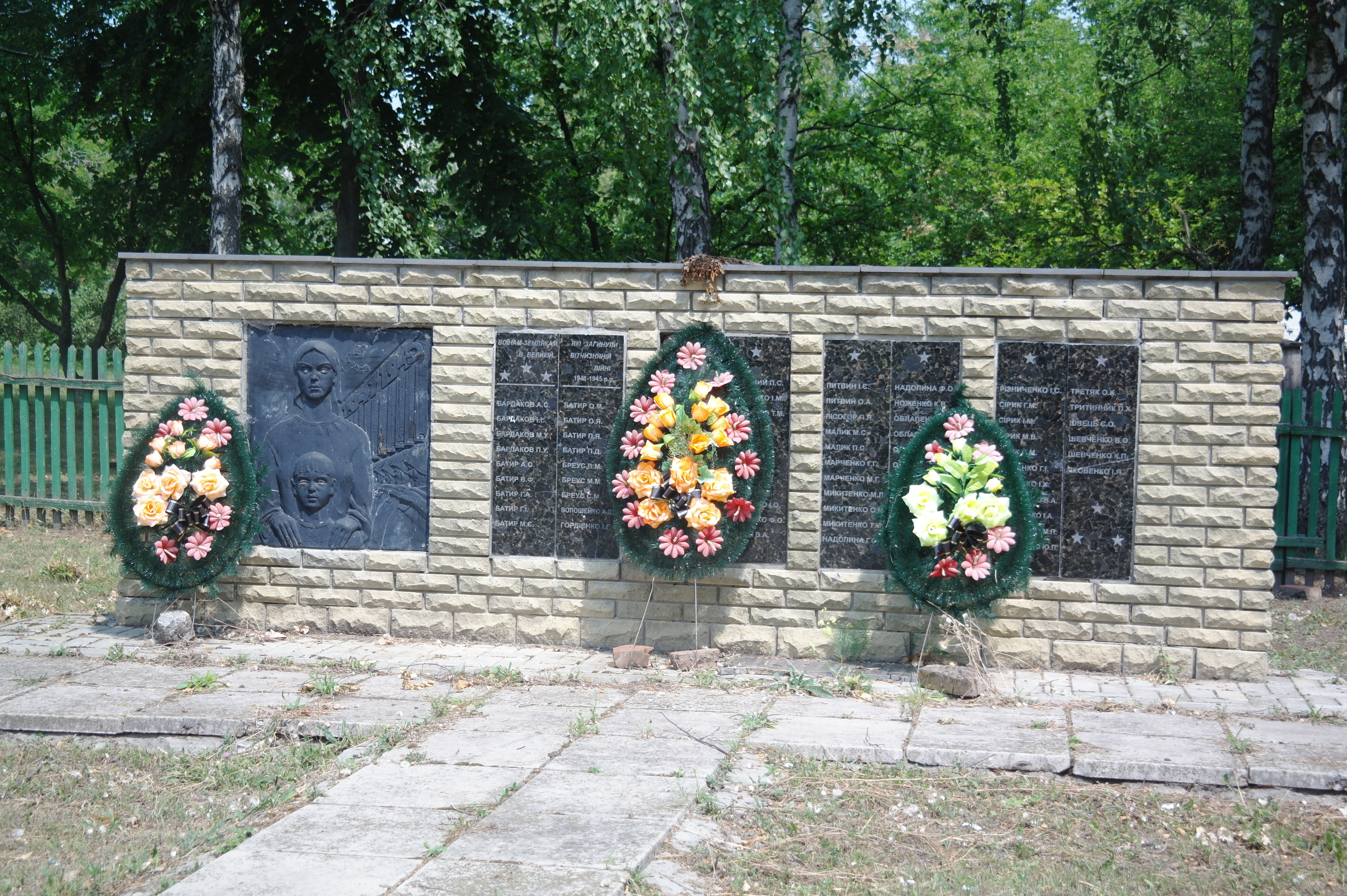
Пам'ятник
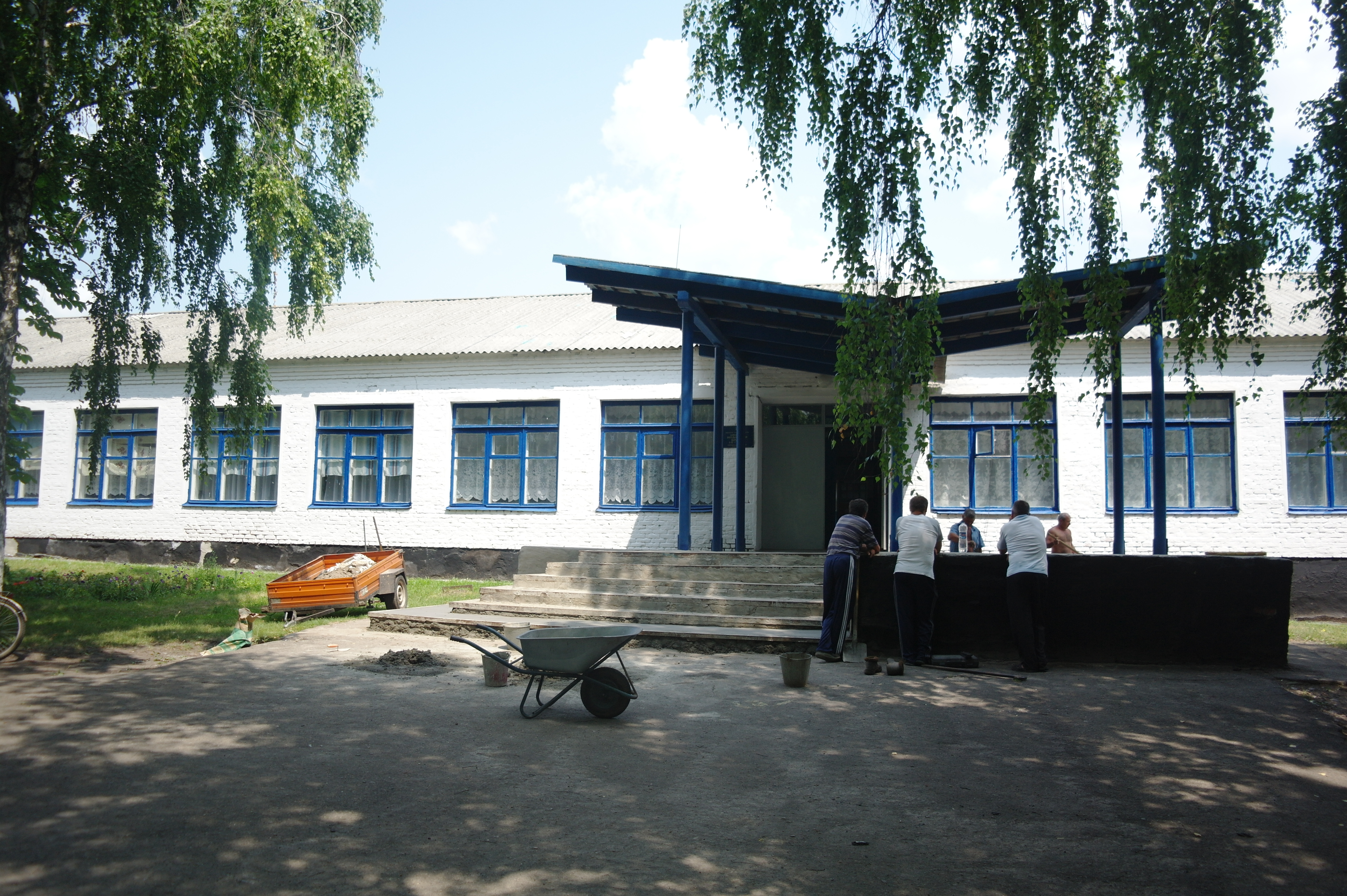
Школа (фасад)
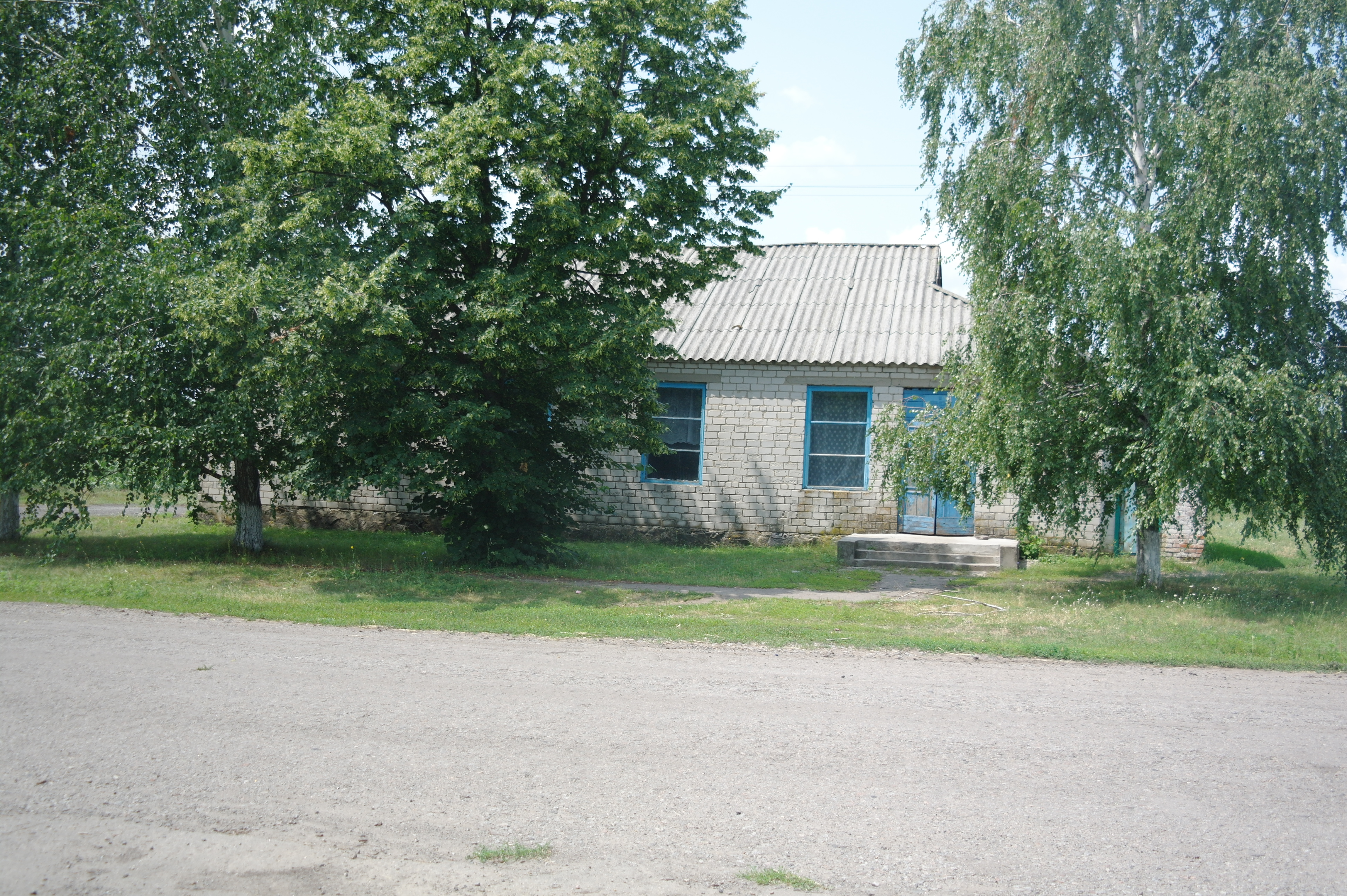
Клуб
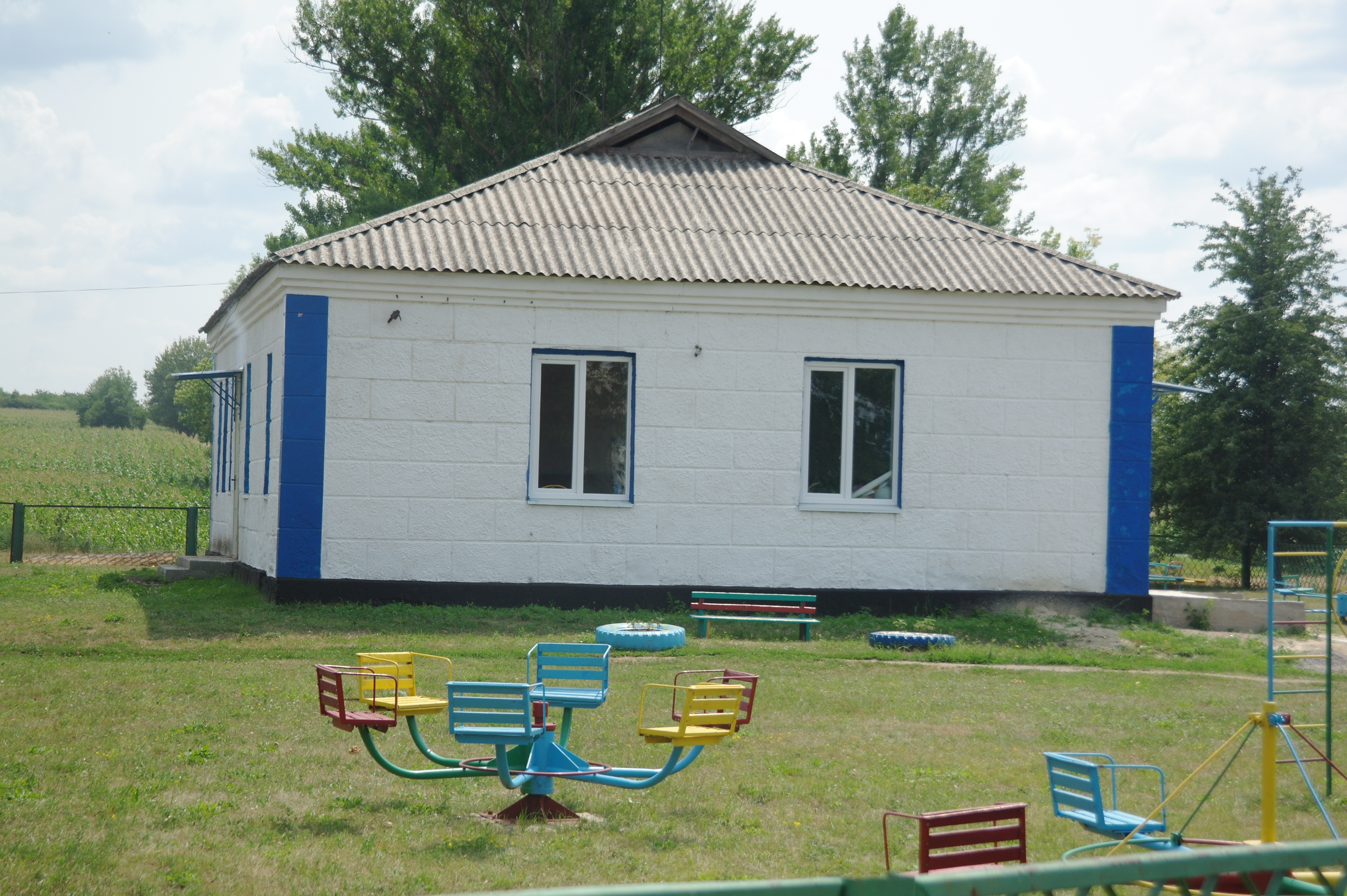
Дитячий садок
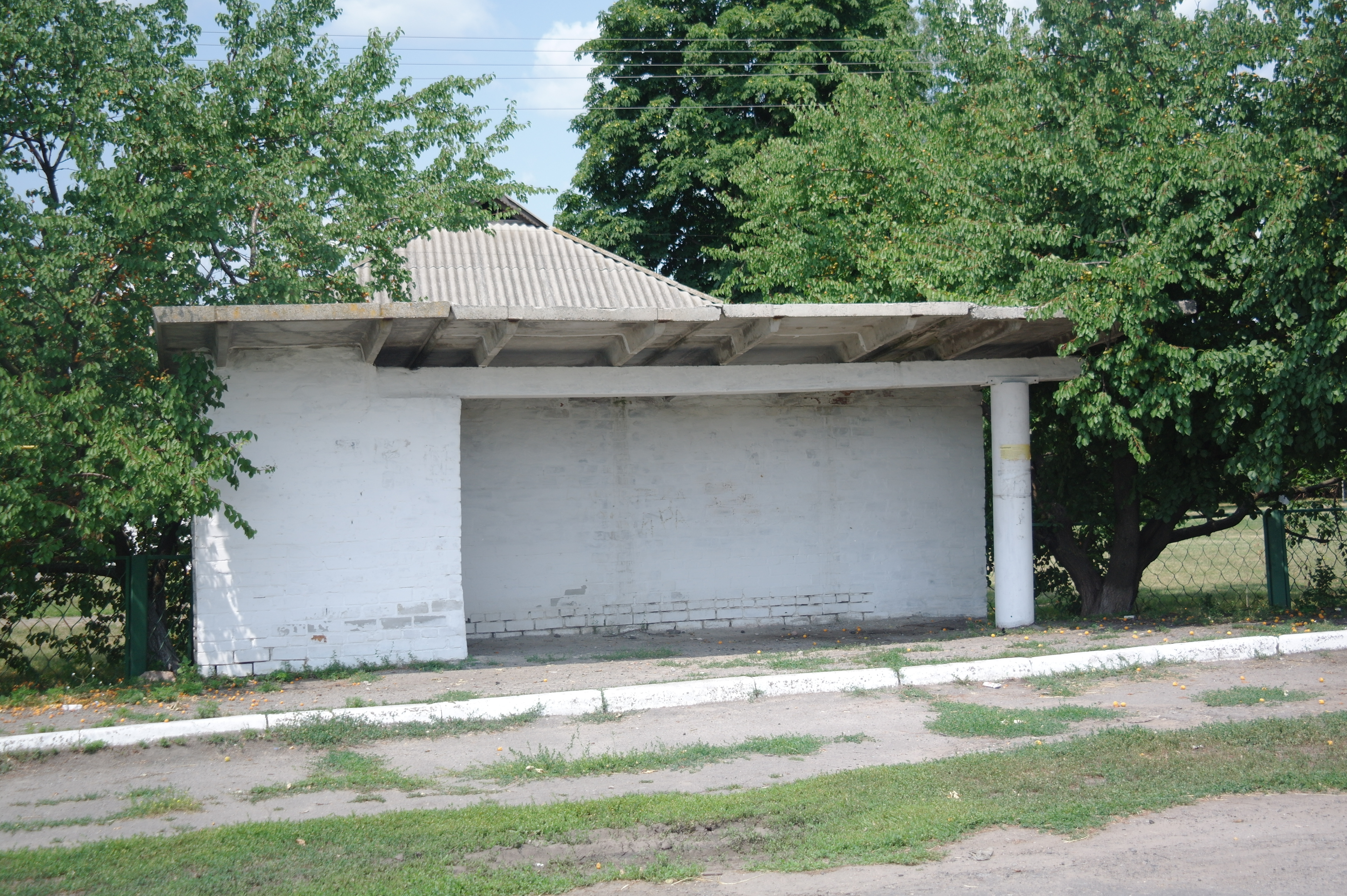
Зупинка

1. ↑  Рідні мови в об'єднаних територіальних громадах України — Український центр суспільних даних
2. ↑  Про визначення адміністративних центрів та затвердження територій територіальних громад Полтавської області. Офіційний портал Верховної Ради України. Архів оригіналу за 9 листопада 2021. Процитовано 3 квітня 2021.
3. ↑  Постанова Верховної Ради України від 17 липня 2020 року № 807-IX «Про утворення та ліквідацію районів»